# Monastère de Trnava
Le monastère de Trnava (en serbe cyrillique : Манастир Трнава ; en serbe latin : Manastir Trnava) est un monastère orthodoxe serbe situé à Trnava, sur le territoire de la ville de Čačak et dans le district de Moravica, en Serbie. Il est inscrit sur la liste des monuments culturels protégés de la république de Serbie (identifiant no SK 497),,.
L'église du monastère est dédiée à l'Annonciation.

## Présentation
Selon la tradition, le monastère de Trnava, situé sur les pentes du mont Jelica, a été construit au XIIIe siècle à l'époque des Nemanjić,. Le roi de Serbie Stefan Uroš Ier est mentionné comme son fondateur. L'église a été reconstruite en 1554,,. Une restauration de l'édifice a été effectuée en 1837, qui a permis de mettre au jour des fragments de fresques.
L'église a eu un rôle historique important puisque la révolte de Hadži-Prodan y a été lancée en 1814 ; les moines y ont activement participé,.

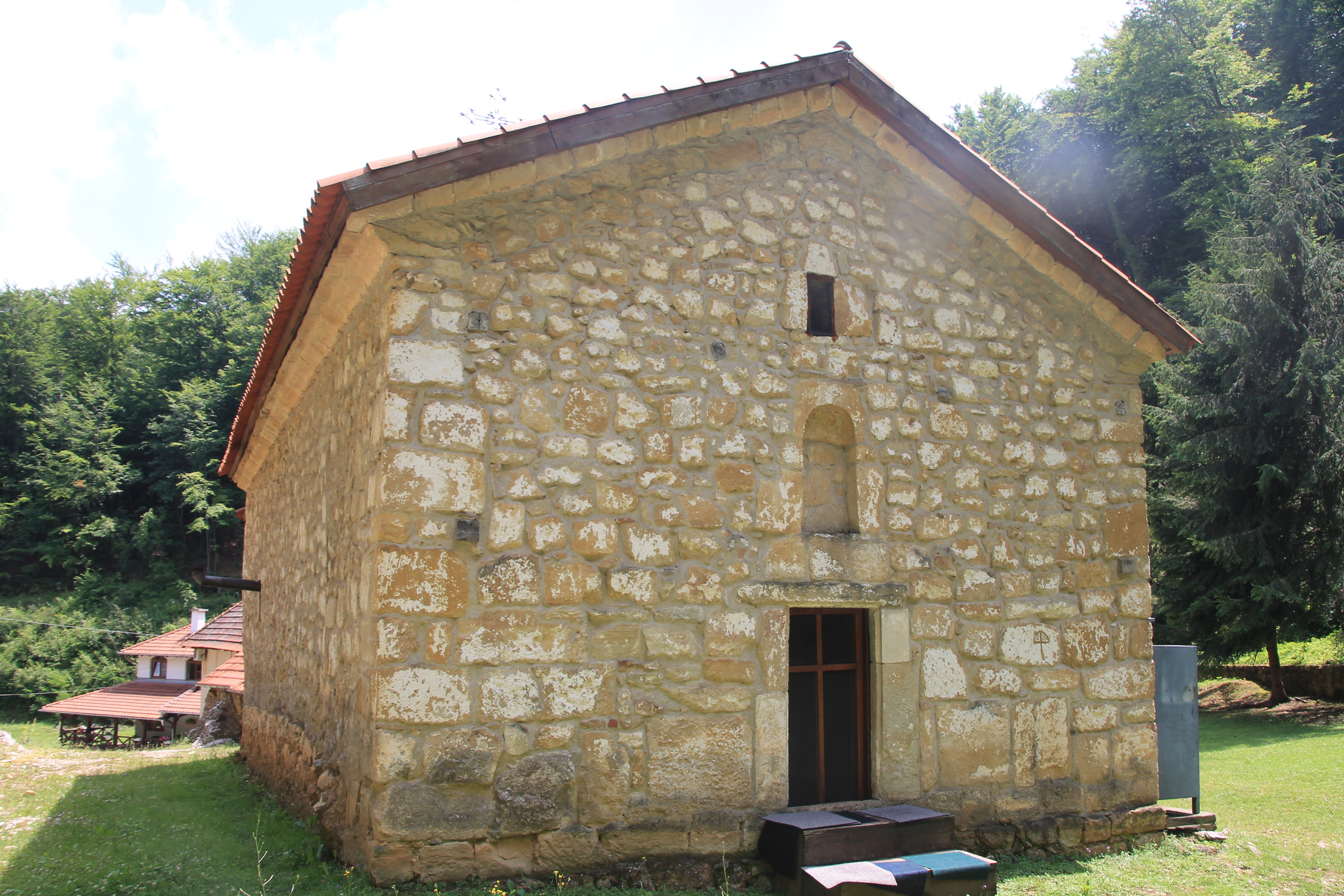
Autre vue de l'église.
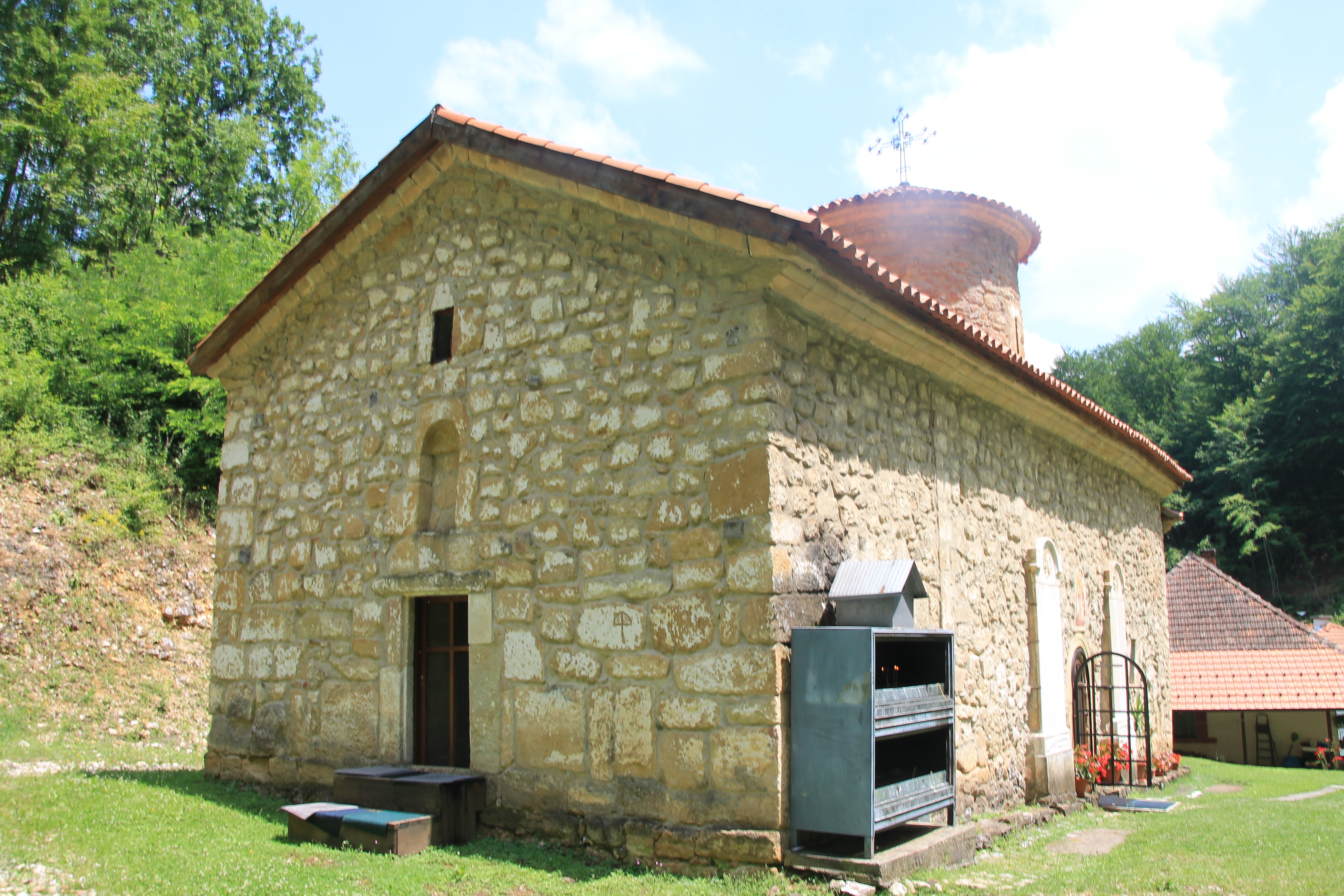
Autre vue de l'église.
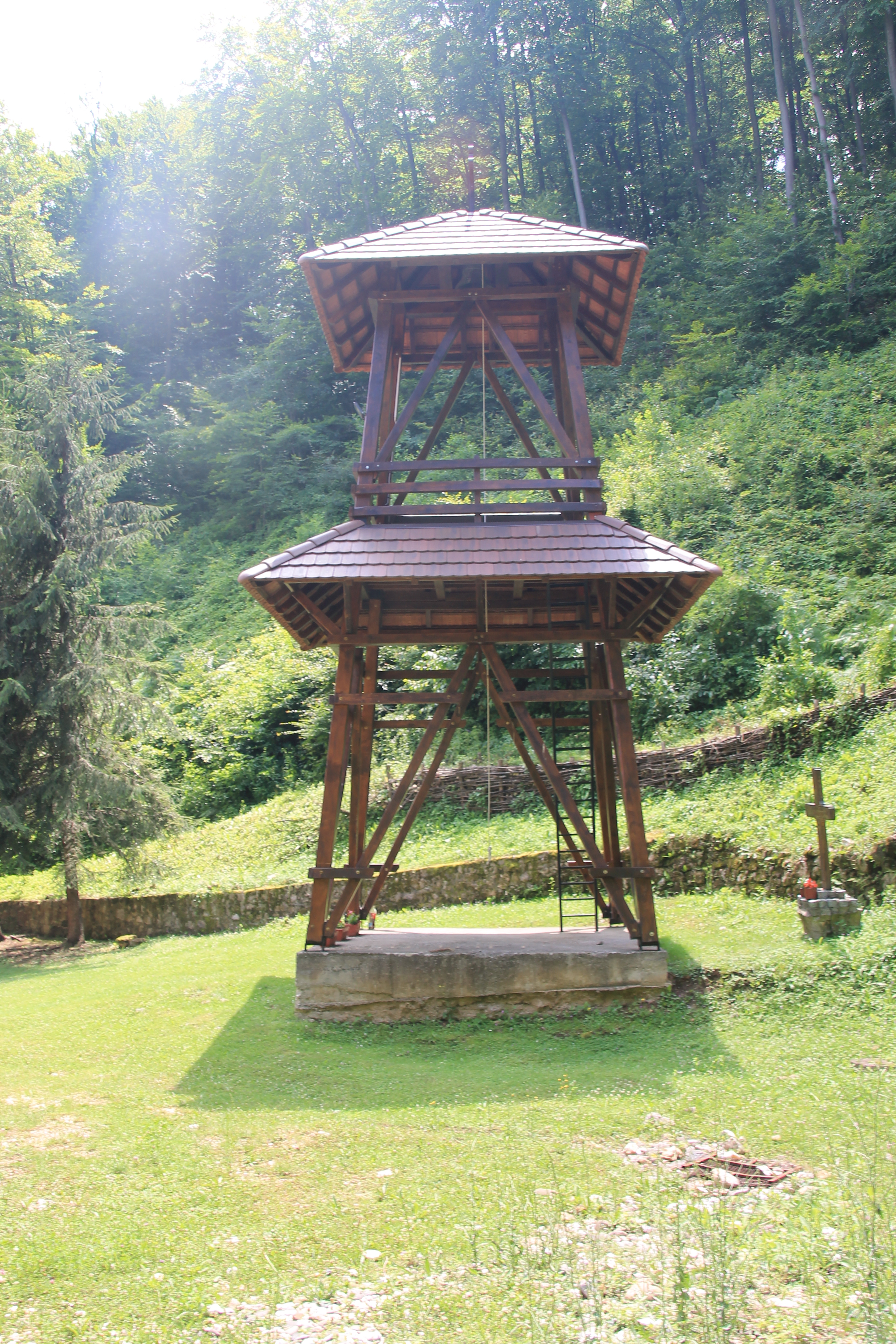
Le clocher.
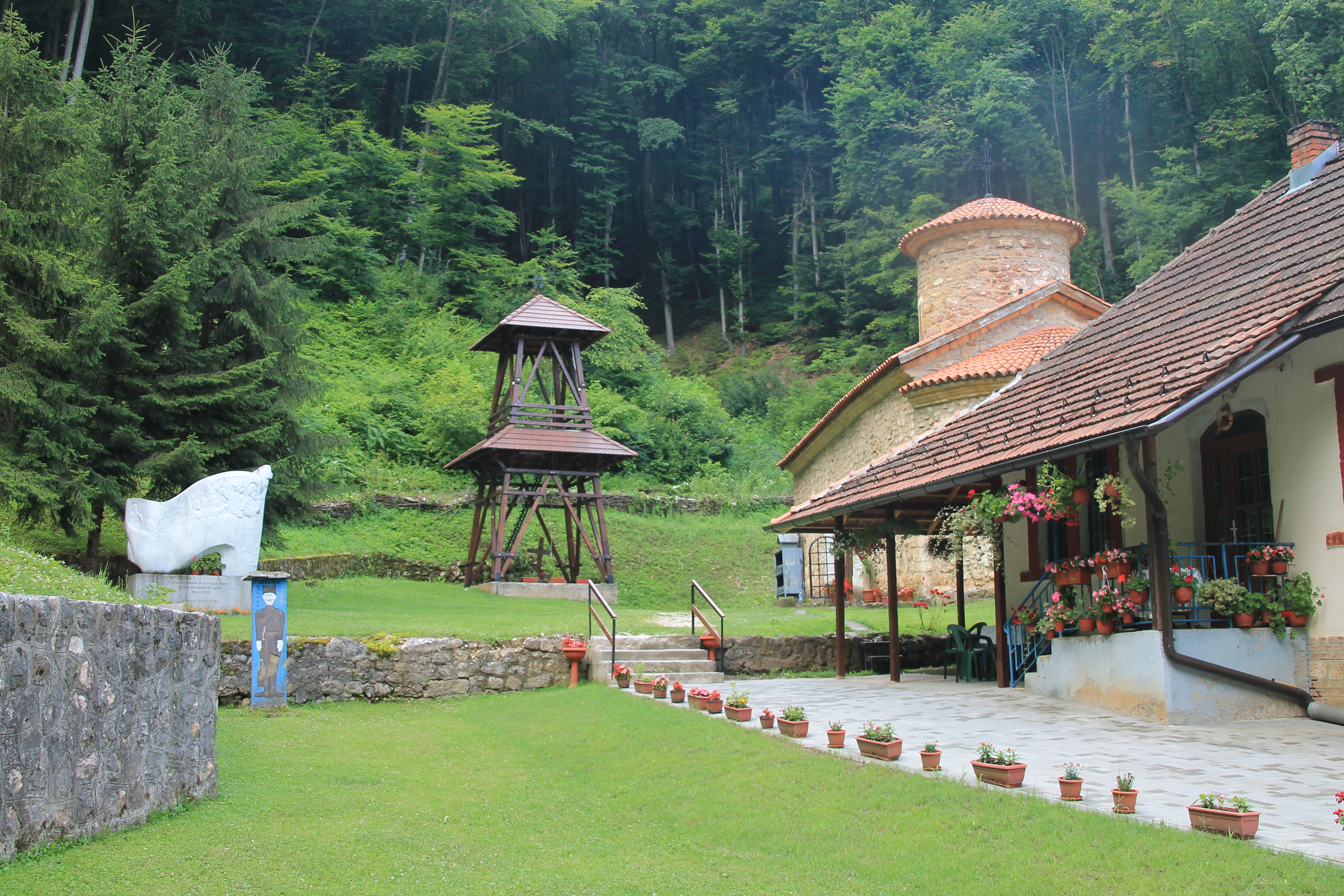
L'église et le clocher.
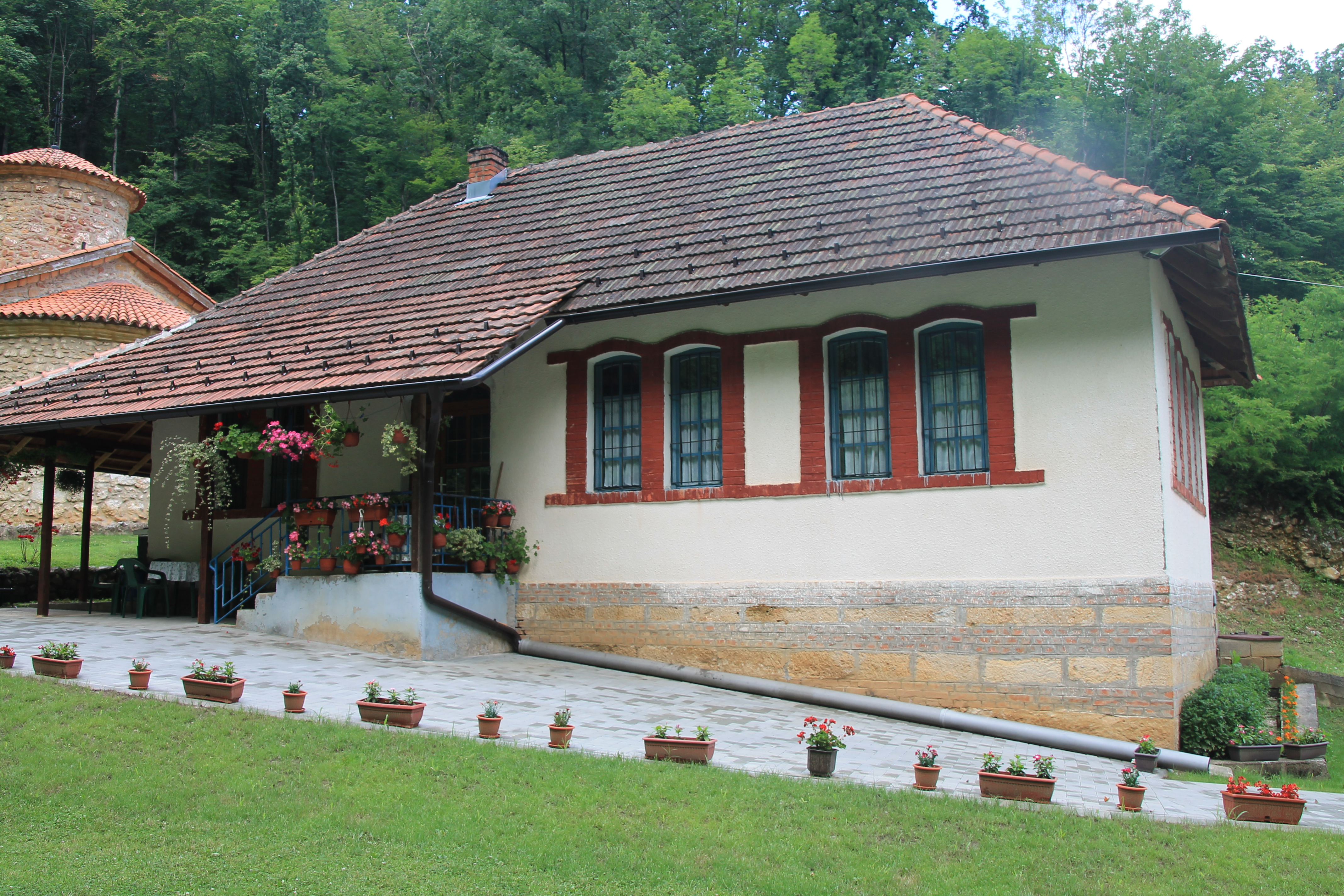
Le konak du monastère.
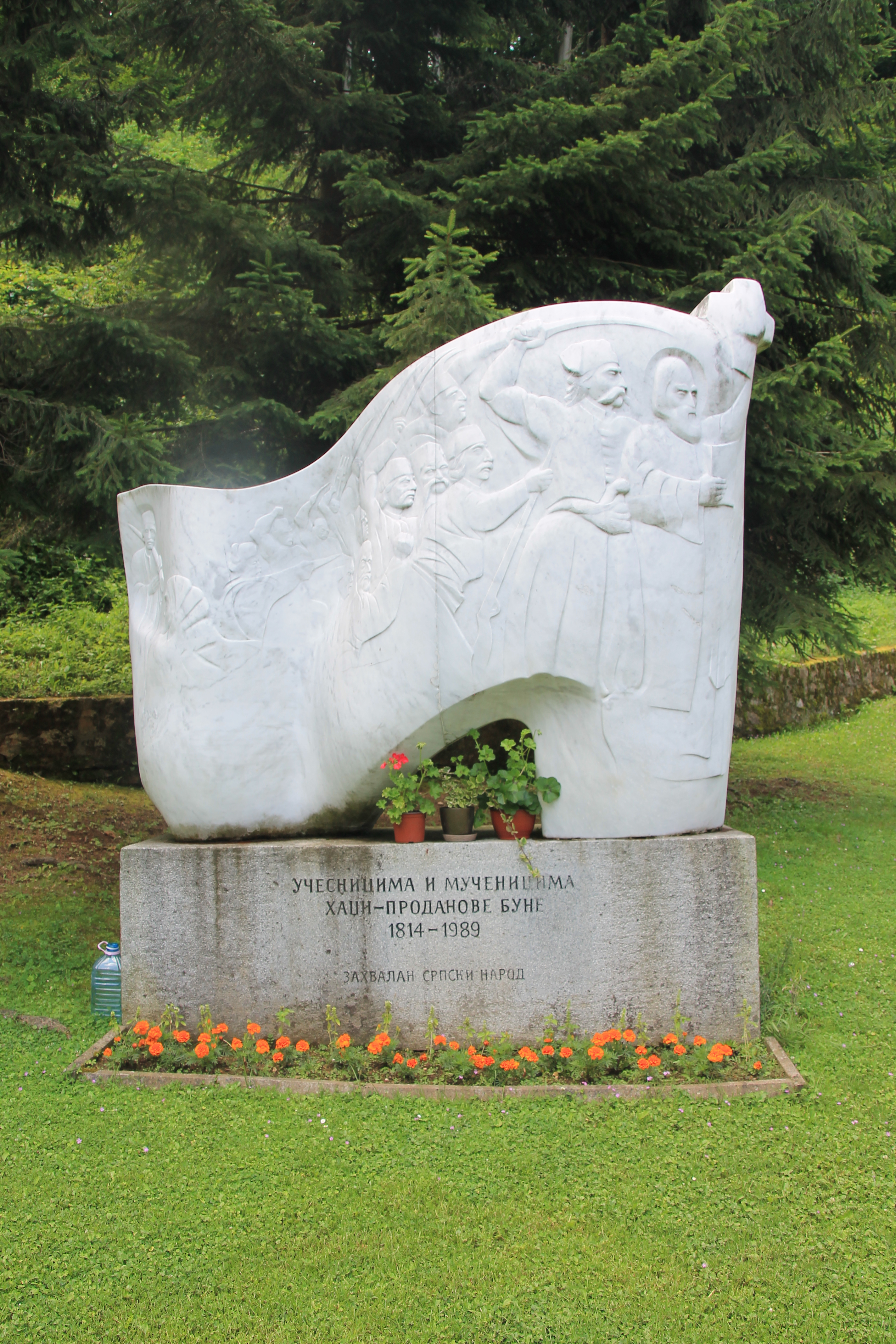
Le monument de la Révolte de Hadži-Prodan.